# 6911 Nancygreen
6911 Nancygreen eller 1991 GN är en asteroid i huvudbältet som upptäcktes 10 april 1991 av den amerikanske astronomen Eleanor F. Helin vid Palomar-observatoriet. Den är uppkallad efter Nancy Green Hicks.
Asteroiden har en diameter på ungefär 2 kilometer och den tillhör asteroidgruppen Hungaria.